# اوژوسالیای
اوژوسالیای (به لاتین: Užusaliai) یک روستا در لیتوانی است که در شهرستان کاوناس واقع شده‌است.

## نگارخانه

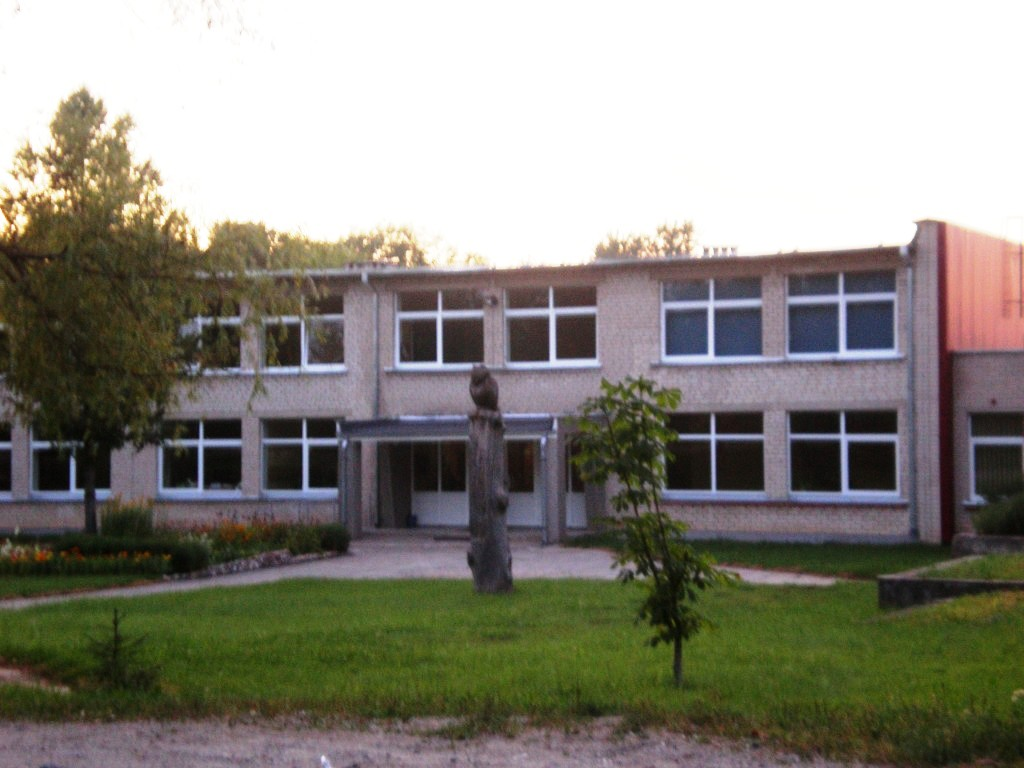
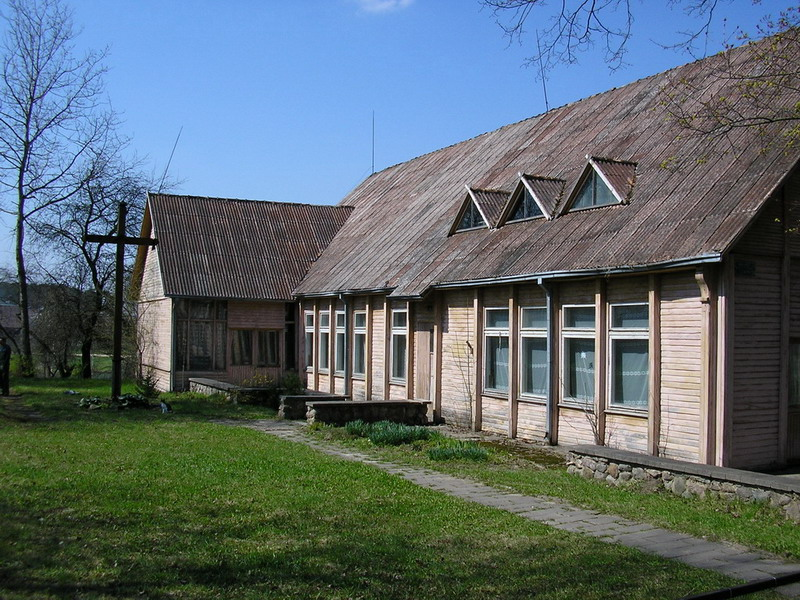
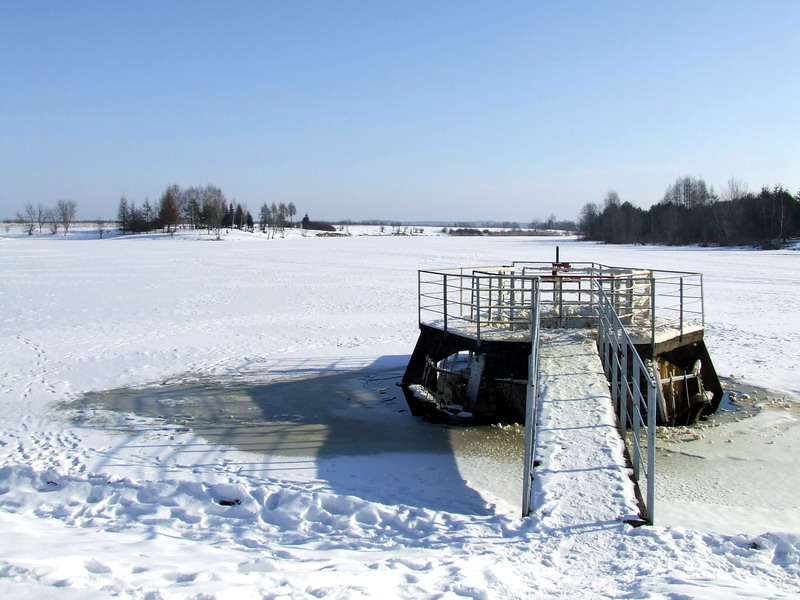

## خصوصیات
اوژوسالیای ۸۴۴ نفر جمعیت دارد.